# 瑟萊雷克山
47°22′24″N 10°14′13″E / 47.37333°N 10.23694°E

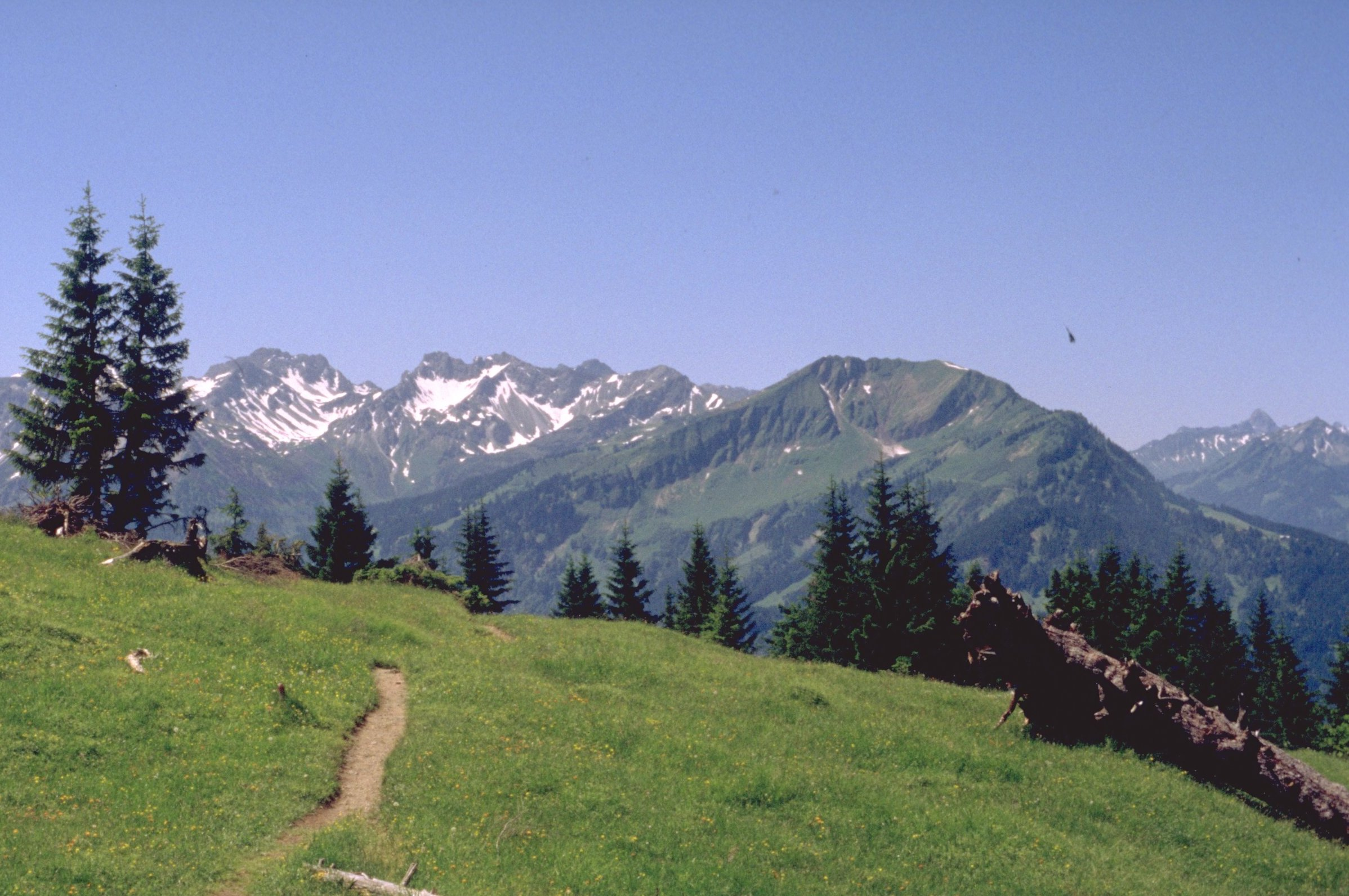

瑟萊雷克山（德語：Söllereck），是中歐的山峰，位於奧地利和德國接壤的邊境，屬於阿爾高阿爾卑斯山脈的一部分，海拔高度1,706米，每年平均降雨量1,730毫米。